# Beat Jans
Beat Jans (Basileia, 12 de julho de 1964) é um cientista ambiental e político suíço que é presidente do Conselho Executivo de Basel e anteriormente serviu como Conselho Nacional da Suíça de 2010 a 2020 pelo Partido Social Democrata da Suíça. Em 13 de dezembro de 2023 foi eleito Conselheiro Federal para suceder Alain Berset. Seu mandato iniciou em 1 de janeiro de 2024.

## Vida pregressa
Jans nasceu em 12 de julho de 1964, em Basileia, Suíça, filho de Anton Jans, um metalúrgico e Maria Jans (nascida Ober), uma associada de vendas. Ele foi criado em uma família operária que morava em Riehen. Sua mãe imigrou da Alemanha para a Suíça após a Segunda Guerra Mundial.
Concluiu seu aprendizado como agricultor em 1985 e continuou seus estudos na Escola Técnica de Agricultura Tropical, onde se formou como técnico agrícola em 1987. Formou-se em Ciências Ambientais pelo Instituto Federal Suíço de Tecnologia (ETH) em Zurique. em 1994.

## Carreira
Esteve envolvido nos projetos de desenvolvimento das Helvetas suíças no Paraguai e no Haiti entre 1987 e 1989 e foi membro do conselho da Pro Natura entre 2000 e 2010, quando renunciou para assumir o cargo de membro do Conselho Nacional da Suíça. Entre 2010 e 2015 foi membro do conselho da ecos.

## Política
Jans ingressou no SP em 1998 e tornou-se membro do Grande Conselho de Basel Stadt em 2001. No Grande Conselho, foi membro da Comissão de Economia e Impostos. Ele permaneceu membro do Grande Conselho depois de ingressar no Conselho Nacional da Suíça em 2010 sucedendo Ruedi Rechsteiner e só renunciou em 2011. Foi reeleito para o Conselho Nacional nas eleições federais de 2011, 2015 e 2019. No Conselho Nacional, foi também membro da Comissão de Economia e Impostos. Como ficou claro que Anita Fetz não se candidataria a outro mandato no Conselho de Estados para Basel-Stadt, ele apresentou-se como candidato, mas posteriormente retirou-se para permitir uma candidata feminina para o SP. Foi novamente candidato ao Conselho Nacional e Eva Herzog ao Conselho de Estados. Ambas as candidaturas foram bem-sucedidas nas eleições federais de outubro de 2019.
Foi eleito vice-presidente do SP em 2015, sucedendo Jaqueline Fehr, mas renunciou em 2015, quando o partido aboliu os cargos de presidente e vice-presidente e instituiu uma co-presidência de Mattea Meyer e Cédric Wermuth.
Ele foi eleito para o conselho executivo de Basel Stadt em 25 de outubro de 2020 e como seu presidente em novembro de 2020. Sarah Wyss do SP o sucedeu, depois que ele renunciou ao cargo de membro do conselho nacional em dezembro de 2020.

## Conselho Federal Suíça
Durante as eleições federais suíças de 2023, ele se tornou um candidato oficial ao Conselho Federal para suceder Alain Berset pelo Partido Social Democrata. A eleição foi realizada em 13 de dezembro de 2023 e ele foi o candidato oficial junto com o colega político Jon Pult. Foram necessárias três rodadas de votação para determinar o sucessor. Durante o segundo turno, Jans estava à frente de seus contrapartidos recebendo 112 votos, o candidato adversário Daniel Jositsch recebeu 70 votos (presumivelmente do Partido Popular Suíço e dos Liberais). Ele foi finalmente eleito para o Conselho Federal durante o terceiro turno. Jans assumiu o cargo em 1º de janeiro de 2024.

## Vida pessoal
Em 11 de junho de 2004, Jans casou-se com Tracy Renee Glass (nascida em 1972), uma bioestatística originária de Miami, Flórida, que conheceu durante uma caminhada no Havaí. Eles tiveram um relacionamento à distância por dois anos antes de ela se mudar para Basileia para assumir um cargo na Novartis, uma grande empresa farmacêutica. Atualmente ela trabalha como líder de equipe no Swiss Tropical and Public Health Institute. Eles têm duas filhas; Zoé Jans (n. 2005) e Mia Jans (n. 2008). Sua esposa e seus filhos têm dupla cidadania suíço-americana.